# Sportovec roku 1980
Sportovec roku 1980 byl 22. ročník ankety sportovních novinářů o nejlepšího sportovce Československa. Vítězem se stal vzpěrač Ota Zaremba, který se toho roku stal v Moskvě olympijským vítězem. V kategorii družstev zvítězil fotbalový olympijský výběr, který si z moskevské olympiády rovněž přivezl zlato.

## První desítka jednotlivci
1. Ota Zaremba (vzpírání)
2. Ivan Lendl (tenis)
3. Jarmila Kratochvílová (atletika)
4. Imrich Bugár (atletika)
5. Květa Jeriová (lyžování)
6. Jan a Jindřich Pospíšilové (kolová)
7. Hana Mandlíková (tenis)
8. Ivan Kučírek a Pavel Martínek (cyklistika)
9. Jiří Škoda (cyklistika)
10. Jiří Tabák (sportovní gymnastika)

## První trojka družstva
1. fotbalový olympijský výběr Československa
2. československý daviscupový tým
3. československá fotbalová reprezentace